# پارک ملی صیدوا
پارک ملی صیدوا یکی از پارک‌های ملی ایران است که در استان سمنان قرار دارد. این پارک ملی در سال ۱۳۹۴ با تصویب شورای عالی محیط زیست کشور و با ارتقای بخشی از محدوده امن و بهترین زیستگاه‌های منطقه حفاظت‌شده پرور در شهرستان مهدی‌شهر با مساحت تقریبی ۷٬۳۰۰ هکتار به عنوان ۳۰مین پارک ملی ایران معرفی شد.
عنوان "صِیدوا " از دو کلمه "صید" به معنای شکار و "واً که در زبان محلی به باد گفته می‌شود تشکیل شده است و علت این نام‌گذاری وجود گونه‌های جانوری متنوع در این منطقه و وزش باد دائمی و پرسرعت در دشت‌های وسیع آن است.
پارک ملی صیدوا زیستگاه گونه‌های ارزشمند جانوری نظیر پلنگ، خرس قهوه‌ای، آهو، کل و بز، قوچ و میش، انواع سگ‌سانان و گربه‌سانان، خزندگان و پرندگان مناطق حاشیه جنوبی البرز است.